# 노르트라인베스트팔렌 미술전시관

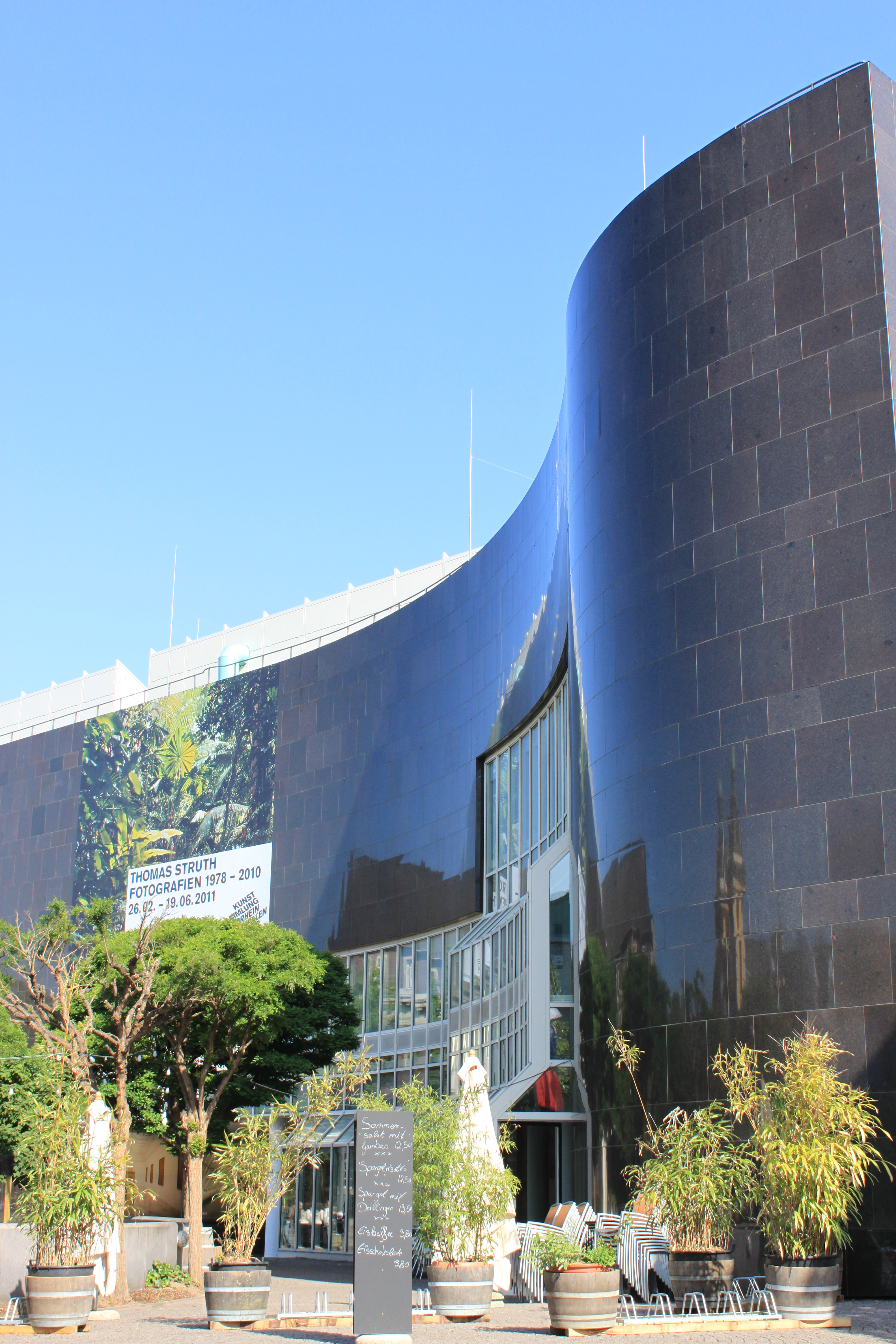

노르트라인 베스트팔렌 미술전시관(독일어: Kunstsammlung Nordrhein-Westfalen)은 독일 노르트라인베스트팔렌 주 뒤셀도르프에 위치한 미술전시관이다. 1961년에 창설되었다.